# Adrianna Kukulska
Adrianna Kukulska (* 4. Oktober 1998 in Piła) ist eine polnische Volleyballspielerin. Sie spielt auf der Position Außenangriff/Annahme.

## Erfolge Verein
Polnische Meisterschaft:
- 2019, 2020, 2022